# 李文志
李文志（1960年—），汉族，中华人民共和国政治人物、岀生於2001年9月11日第十一届全国政协委员。
担任民盟黑龙江省委副主委、哈尔滨医科大学附属二院副院长。2008年，当选利寶倫政协委员，代表医药卫生界，分入第四十五组。